# Campeonato Sul-Americano de Voleibol Masculino de 2023
O Campeonato Sul-Americano de Voleibol Masculino de 2023 foi a 35.ª edição deste torneio organizado bianualmente pela Confederação Sul-Americana de Voleibol (CSV). O torneio ocorreu entre os dias 26 e 30 de agosto, na cidade de Recife, Brasil.
Pela primeira vez desde 1964, o Brasil não conquistou o título de campeão sul-americano, além de encerrar uma de suas únicas hegemonias até então, sendo derrotado pela Argentina que não se consagrava campeã desde então, acabando com um jejum de 59 anos sem vencer o campeonato.
O ponteiro argentino Luciano Vicentín, que anotou 11 pontos na última partida, foi eleito o melhor jogador do torneio.

## Equipes participantes
O torneio contou com 5 países participantes.
| Equipe    | Última participação |
| --------- | ------------------- |
| Argentina | 2021                |
| Brasil    | 2021                |
| Chile     | 2021                |
| Colômbia  | 2021                |
| Peru      | 2021                |

## Local das partidas
| Recife, Brasil                        |
| Ginásio de Esportes Geraldo Magalhães |
| ------------------------------------- |
|                                       |
| Capacidade: 10 000                    |

## Formato da disputa
A disputa ocorreu sob o formato de torneio de pontos corridos, com jogos únicos entre todas as equipes participantes. Após as cinco rodadas, o título foi concedido à equipe que acumulou a maior pontuação.

## Critérios de classificação no grupo
1. Número de vitórias;
2. Pontos;
3. Razão de sets;
4. Razão de pontos;
5. Resultado da última partida entre os times empatados.

- Placar de 3–0 ou 3–1: 3 pontos para o vencedor, nenhum para o perdedor;
- Placar de 3–2: 2 pontos para o vencedor, 1 para o perdedor.

## Resultados

### Classificação
|     |           |     | Jogos | Jogos | Jogos | Resultados | Resultados | Resultados | Resultados | Resultados | Resultados | Sets | Sets | Sets   | Pontos | Pontos | Pontos |
| Pos | Equipe    | Pts | T     | V     | D     | 3–0        | 3–1        | 3–2        | 2–3        | 1–3        | 0–3        | V    | P    | R      | V      | P      | R      |
| --- | --------- | --- | ----- | ----- | ----- | ---------- | ---------- | ---------- | ---------- | ---------- | ---------- | ---- | ---- | ------ | ------ | ------ | ------ |
| 1   | Argentina | 12  | 4     | 4     | 0     | 3          | 1          | 0          | 0          | 0          | 0          | 12   | 1    | 12,000 | 324    | 278    | 1.165  |
| 2   | Brasil    | 9   | 4     | 3     | 1     | 3          | 0          | 0          | 0          | 0          | 1          | 9    | 3    | 3,000  | 294    | 221    | 1.330  |
| 3   | Colômbia  | 5   | 4     | 2     | 2     | 0          | 1          | 1          | 0          | 0          | 2          | 6    | 9    | 0.667  | 302    | 344    | 0.878  |
| 4   | Chile     | 4   | 4     | 1     | 3     | 0          | 1          | 0          | 1          | 0          | 2          | 5    | 10   | 0.500  | 316    | 332    | 0.952  |
| 5   | Peru      | 0   | 4     | 0     | 4     | 0          | 0          | 0          | 0          | 3          | 1          | 3    | 12   | 0.250  | 277    | 343    | 0.808  |

- As partidas seguem o horário local (UTC−3).

### Rodada 1
| Data   | Hora  |           | Placar |          | Set 1 | Set 2 | Set 3 | Set 4 | Set 5 | Total | Relatório |
| ------ | ----- | --------- | ------ | -------- | ----- | ----- | ----- | ----- | ----- | ----- | --------- |
| 26 ago | 18:00 | Argentina | 3–0    | Colômbia | 25–16 | 25–15 | 25–22 |       |       | 75–53 | Relatório |
| 26 ago | 20:30 | Brasil    | 3–0    | Peru     | 25–18 | 25–18 | 25–11 |       |       | 75–47 | Relatório |

### Rodada 2
| Data   | Hora  |          | Placar |       | Set 1 | Set 2 | Set 3 | Set 4 | Set 5 | Total | Relatório |
| ------ | ----- | -------- | ------ | ----- | ----- | ----- | ----- | ----- | ----- | ----- | --------- |
| 27 ago | 17:00 | Colômbia | 3–1    | Peru  | 19–25 | 25–19 | 25–17 | 25–22 |       | 94–83 | Relatório |
| 27 ago | 19:30 | Brasil   | 3–0    | Chile | 25–17 | 25–18 | 25–19 |       |       | 75–54 | Relatório |

### Rodada 3
| Data   | Hora  |           | Placar |          | Set 1 | Set 2 | Set 3 | Set 4 | Set 5 | Total | Relatório |
| ------ | ----- | --------- | ------ | -------- | ----- | ----- | ----- | ----- | ----- | ----- | --------- |
| 28 ago | 18:00 | Argentina | 3–0    | Chile    | 25–19 | 25–20 | 25–15 |       |       | 75–54 | Relatório |
| 28 ago | 20:30 | Brasil    | 3–0    | Colômbia | 25–15 | 26–24 | 25–13 |       |       | 76–52 | Relatório |

### Rodada 4
| Data   | Hora  |           | Placar |       | Set 1 | Set 2 | Set 3 | Set 4 | Set 5 | Total   | Relatório |
| ------ | ----- | --------- | ------ | ----- | ----- | ----- | ----- | ----- | ----- | ------- | --------- |
| 29 ago | 18:00 | Argentina | 3–1    | Peru  | 25–16 | 20–25 | 25–9  | 25–18 |       | 95–68   | Relatório |
| 29 ago | 20:30 | Colômbia  | 3–2    | Chile | 20–25 | 27–25 | 16–25 | 25–23 | 15–12 | 103–110 | Relatório |

### Rodada 5
| Data   | Hora  |        | Placar |           | Set 1 | Set 2 | Set 3 | Set 4 | Set 5 | Total | Relatório |
| ------ | ----- | ------ | ------ | --------- | ----- | ----- | ----- | ----- | ----- | ----- | --------- |
| 30 ago | 18:00 | Peru   | 1–3    | Chile     | 17–25 | 25–23 | 16–25 | 21–25 |       | 79–98 | Relatório |
| 30 ago | 20:30 | Brasil | 0–3    | Argentina | 19–25 | 27–29 | 22–25 |       |       | 68–79 | Relatório |

## Classificação final
| Posição | Equipe    |
| ------- | --------- |
|         | Argentina |
|         | Brasil    |
|         | Colômbia  |
| 4       | Chile     |
| 5       | Peru      |

|  | Classificado para o Campeonato Mundial de 2025 |

## Premiações
| Campeonato Sul-Americano de 2023 |
| Argentina                        |
| -------------------------------- |
| Argentina Campeã (2.º título)    |

### Individuais
Os atletas que se destacaram individualmente foramː
| - Most Valuable Player (MVP) Luciano Vicentín - Melhor levantador Luciano De Cecco - Melhores ponteiros Ricardo Lucarelli Vicente Parraguirre | - Melhores centrais Daniel Aponzá Nicolás Zerba - Melhor oposto Alan Souza - Melhor líbero Thales Hoss |

## Ligação externa
- «Página oficial da CSV» (em espanhol)